# Fétichisme du cuir

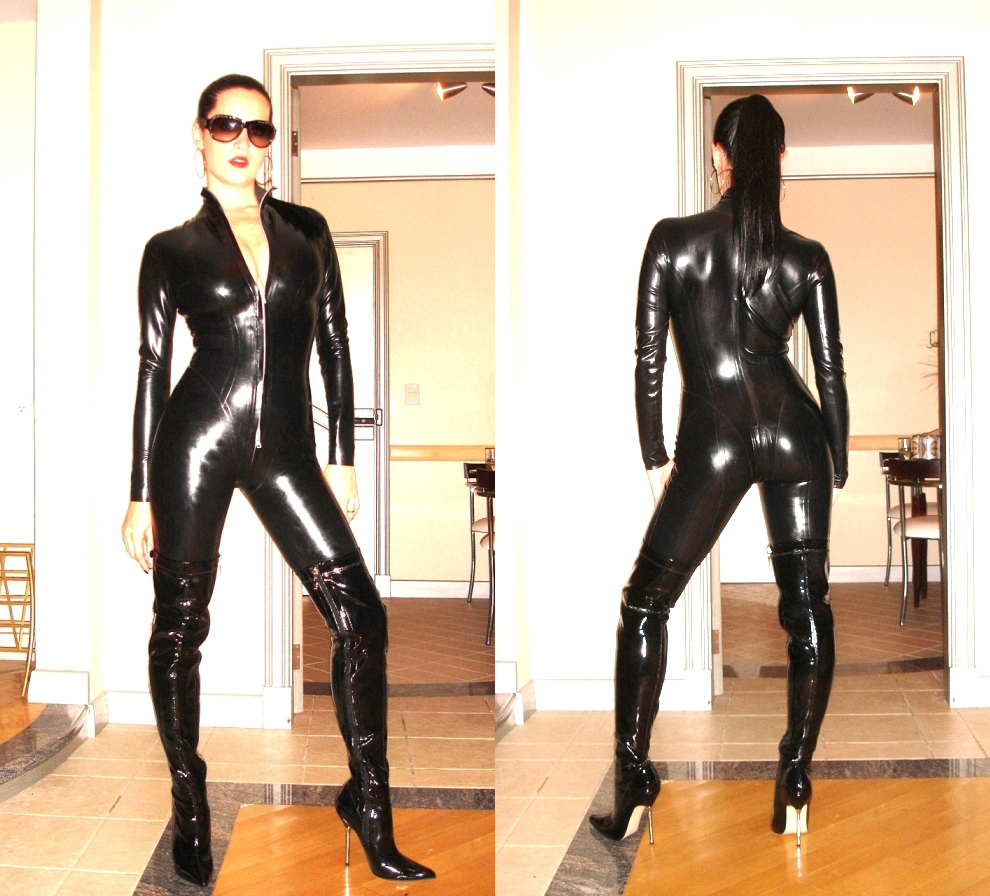
Femme vêtue d'un catsuit de latex noir et de cuissardes.

Le fétichisme du cuir est une paraphilie dans laquelle une personne possède une attirance particulière pour les vêtements et objets en cuir. Ce type de fétichisme peut être qualifié de sexuel lorsque la vue, l'évocation ou le toucher d'un objet en cuir provoque une forte excitation érotique, ou porno, due à l'attirance pour les vêtements et objets en cuir considérés comme « sexy ».
De même que pour le fétichisme lié aux vêtements moulants, on considère que le fétichisme du cuir vient de ce que le vêtement forme « une seconde peau ». Cela est d'autant plus accentué que le cuir est une peau d'origine animale. L'odeur du cuir et les bruits qu'il produit provoquent très souvent une excitation érotique pour les personnes attirées par le cuir. Par ailleurs, de façon tout à fait identique aux sensations provoquées par les vêtements en élasthanne, l'aspect lisse, plus ou moins brillant, du cuir est également source d'excitation érotique. Une relation forte s'est formée depuis longtemps entre cuir et sado-masochisme. C'est ainsi que la plupart des vêtements utilisés dans le milieu BDSM sont en cuir. 
Le fétichisme du cuir est un nom particulièrement populaire pour classifier une attirance sexuelle envers les personnes portant du cuir. L'odeur ou le bruit du cuir stimule un désir érotique pour les personnes atteintes de ce type de paraphilie. Les uniformes en cuir sont également classifiés comme des objets fétichistes. 
Aux Etats-Unis, Folsom Street Fair de San Francisco, réunit chaque année depuis les années 1980 les adeptes du fétichisme du cuir, de corps musclés et de toutes les exhibitions. Cet évènement est également organisé à Berlin.